# ZAKA
 (décembre 2023).
- Si vous ne connaissez pas le sujet, laissez ce bandeau (vous pouvez alors contacter les auteurs).
- Si vous supprimez le contenu mis en cause (vous pouvez préalablement contacter les auteurs),

argumentez précisément cette suppression dans la page de discussion
(un manque de référence n'est pas un argument ; une recherche réelle de référence doit avoir été effectuée, être formellement documentée).
 (décembre 2023).
Pour les articles homonymes, voir Zaka.
ZAKA (en hébreu : זק"א - איתור חילוץ והצלה - חסד של אמת, abréviation de Zihuy Korbanot Asson  signifiant  « Identification des victimes de catastrophes ») est un organisme caritatif israélien, reconnu par le gouvernement. L'organisme a été créé en 1989 par Yehuda Meshi Zahav et Rabbi Moshe Aizenbach.
Les membres du ZAKA, pour la plupart des juifs orthodoxes, participent à l'identification des victimes du terrorisme, des accidents de la route et autres catastrophes. Ils se chargent de collecter les restes de corps et les flaques de sang afin que les victimes puissent être enterrées avec intégrité. Ils fournissent aussi des aides de premiers secours et participent à la recherche d'individus disparus. Le ZAKA s'est impliqué en Thaïlande, au Sri Lanka, en Inde et en Indonésie à la suite du tremblement de terre du 26 décembre 2004, où ils furent surnommés « l'équipe qui dort parmi les morts » pour leur acharnement à travailler nuit et jour.
Les fondateurs et les membres de ZAKA préfèrent appeler leur organisme et leur travail : Hessed shel Emet (ce qui signifie « vraie bonté »), car ils se consacrent à ce que les corps de juifs massacrés soient enterrés conformément aux lois de la Halakha. Après un attentat terroriste, les volontaires du ZAKA s'occupent aussi des corps de non-juifs et de ceux des kamikazes avec le même soin afin qu'ils soient renvoyés à leurs familles.
En mars 2021, après plusieurs nouvelles accusations de viol et de maltraitance, et après qu'une enquête journalistique a prouvé le détournement familial des fonds de la collecte caritative, Yehuda Meshi Zahav a annoncé qu’il quittait son poste à ZAKA et qu'il rendait son prix d’Israël. Il semble que ses agissements aient été depuis longtemps connus dans les milieux ultra-orthodoxes de Jerusalem. Il tente de se suicider le 22 avril 2021.

## Histoire

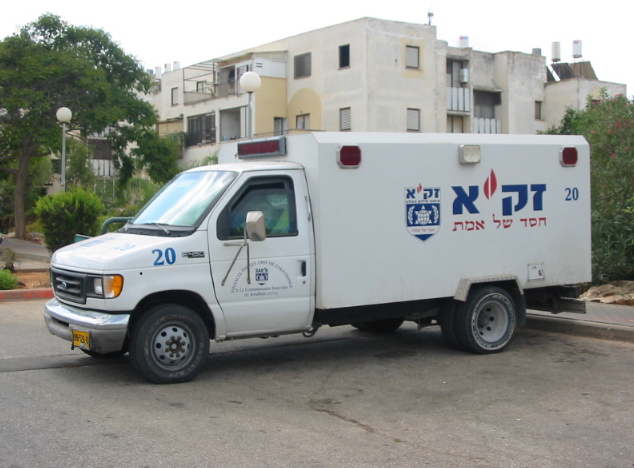
Ambulance du zaka.

Le ZAKA commença quand un groupe de volontaires se sont réunis pour s'occuper des corps après l'attentat du bus de la ligne 405 en 1989. En 1995, ils sont officiellement reconnus par le gouvernement israélien et travaillent conjointement avec les forces de police.
Les activités du ZAKA ont considérablement augmenté depuis le début de la Seconde Intifada, où de nombreux attentats ont généré des scènes de désastres.
En 2004, un groupe de volontaires de ZAKA s'est rendu à La Haye aux Pays-Bas, avec l'épave d'un bus détruit le 29 janvier 2004 dans un attentat-suicide à Jérusalem. L'épave, recouverte des photographies de 950 victimes du terrorisme palestinien, a été emmenée à Washington pour demander aux États-Unis d'agir contre le terrorisme palestinien.
Fin 2004 et début 2005, des membres du ZAKA ont offert leur service pour participer à l'aide internationale à la suite du tremblement de terre et du tsunami en Asie du Sud-Est du 26 décembre 2004. Leur expérience dans l'identification de corps (38 par semaine en moyenne en Israël) leur a permis d'identifier les corps plus rapidement que les autres équipes étrangères.
En prolongement naturel de ces actions, ZAKA a développé de nouvelles branches telles que : l'unité mobile de motos pour secours d'urgence, l'unité de repérage et de secours, l'unité de recherche des disparus, et d'autres départements dédiés à la communication et à l'information du public.

## Reconnaissance publique
Le dévouement des membres de ZAKA et leur professionnalisme pour accomplir leur funeste travail leur ont donné le respect et l'admiration du public. Leur contribution dans la société israélienne est largement reconnue.
Cette reconnaissance permet à ZAKA de recruter plus de volontaires et de recevoir plus de dons pour acheter des équipements comme des kits de premiers secours, des ambulances, et des motocyclettes.
L'un des fondateurs de ZAKA, Yehuda Meshi Zahav, a reçu les honneurs le jour de la célébration du 55e anniversaire de l'indépendance d'Israël.

### 2005, ZAKA est reconnu par l'ONU
Zaka a représenté plus d'une fois avec fierté l'État d'Israël, lorsqu'elle a aidé des pays du monde entier lors de différentes catastrophes naturelles et attentats divers. En conséquence de ces interventions, Zaka a mérité récemment la reconnaissance la plus prestigieuse qu'une organisation puisse recevoir : être agréée comme organisation humanitaire internationale (ONG) (Organisation non gouvernementale) par l'ONU.
Aujourd'hui l'ONU a reconnu Zaka pour ses interventions de grande envergure, ce qui va permettre et faciliter dans le futur les actions de l'organisation qui se prépare à étendre ses activités à travers le monde en proposant aide, conseil et coopération.
Lors de la réception du document officiel de l'ONU, Meshi Zahav a dit : « c'est un grand honneur pour l'État d'Israël, pour l'organisation et ses bénévoles que l'ONU reconnaisse le travail particulier et sacré que nous faisons sans aucune différence entre les races et les religions ».
Le président allemand Horst Köhler a été nommé en avril 2005, le premier Allemand membre honoraire de Zaka,,.

## Hesed chél émèt * - respect des défunts
En 1989, un terroriste réussit à faire basculer dans un profond précipice un autobus de la ligne 405, qui relie Tel-Aviv à Jérusalem. À la fin de l'évacuation des blessés, des dizaines de volontaires sont descendus sur le terrain afin de prendre en charge les corps des victimes, les taches de sang et les objets qu'il fallait enterrer.
Peu après de cet attentat, l'organisme ZAKA - 'Hessed chel Emet a été fondé, rassemblant en son sein les hommes décidés qui s'étaient attelés à cette action sainte. Les volontaires de ZAKA apprennent les procédés d'identification et s'y entraînent selon les critères professionnels et halakhiques les plus exigeants et les plus actuels. Sur le terrain, ces volontaires utilisent le matériel et les équipements les plus avancés afin d'obtenir une identification absolue et définitive des victimes, et ainsi éviter tout doute qui conduirait à des incertitudes religieuses et à un désarroi psychologique supplémentaire des familles.
À l'heure actuelle, ZAKA compte environ 1000 volontaires répartis en six unités territoriales dans tout le pays. Ces volontaires portent sur eux en permanence des appareils de communication et des bipeurs, et se trouvent en état d'alerte ininterrompue pour pouvoir s'occuper sur le champ de tout attentat, accident, catastrophe ou mort non naturelle - à toute heure, dans toute situation et dans toute condition.
* Acte de bonté authentique, car en l'effectuant envers un mort on ne peut rien espérer en retour

## Secours d'urgence
En continuité logique et toute naturelle avec les actions que l'organisme réalise au moment et sur le lieu de la catastrophe, ZAKA a été conduit à mettre sur pied en 2001 une unité spéciale de secours d'urgence, par scooters et motocyclettes. Le but en est d'apporter la réponse la plus rapide possible aux situations d'urgence médicale. La mise en branle ultra-rapide et le temps de réaction minimal de ces motos permettent de gagner des minutes plus précieuses que l'or au moment d'un accident, des minutes qui sont primordiales pour sauver des vies. L'unité, qui au moment de sa création représentait une innovation retentissante dans ce domaine, est rapidement devenue un exemple largement reproduit. L'extrême mobilité, le matériel de haute qualité et le traitement rapide et professionnel, ont permis de sauver des dizaines et des dizaines d'existences. Cette unité est en extension permanente, et compte actuellement 92 motos réparties dans tout le pays, représentant le fer de lance du réseau de médecine d'urgence de l'État d'Israël.
Les points "Yédidout La'haïm" (AMOUR DE LA VIE)
Parallèlement aux actions de l'unité de secours d'urgence, ZAKA a mis en place dans les lieux publics un réseau de centaines de points "Yédidout la'haïm" des postes de réanimation dotés de matériel médical avancé, pour réagir en cas d'urgence. Des cours de formation à la réanimation et des actions d'information du public, réalisés par ZAKA, sont des éléments inséparables de la mise en place de ce réseau.

## Repérage et secours
Une des branches centrales de l'activité de ZAKA est constituée par «l'Unité de Repérage et de Secours». Dans une initiative commune avec Tsahal, l'armée d'Israël forme des centaines de volontaires de l'organisme et les brevette comme sauveteurs certifiés. Ces volontaires sont regroupés dans une unité de volontariat civil qui est destinée à apporter son concours total aux unités de secours de la Protection civile dans les cas où l'on déplore un nombre important de blessés, et où il faut faire appel à de nombreux professionnels.
L’unité de secours est secondée par une équipe formée à l’escalade pour intervenir sur tous les sites d’accès difficiles (falaises, ravins, puits…). Il s’agit d’un groupe choisi de volontaires dotés d’une grande force physique et de connaissances médicales, qui ont été habilités afin de pouvoir agir immédiatement en cas d’accidents en milieux périlleux en pleine nature aussi bien qu’en milieu urbain.
Recherche de disparus
Du fait de sa connaissance précise du sujet, et d'un recouvrement partiel avec les activités de ses volontaires, ZAKA s'est engagé dans l'aide à la police d'Israël lors des actions de recherche et de repérage de disparus.
Le matériel de communication et d'éclairage, accompagné de l'esprit de dévouement et de résolution qui anime les volontaires, a amené cette unité à devenir un acteur permanent dans tout événement requérant de sortir sur le terrain pour, effectuer des recherches.
À la suite des recherches infructueuses effectuées par 400 volontaires  afin de retrouver le corps du docteur Moshé Kaniel qui s’était noyé, une nouvelle unité de plongeurs a été créée. Elle a permis jusqu’à ce jour de retrouver de nombreux disparus lors de noyades.
Une unité de chiens chercheurs a également vu le jour et elle contribue grandement aux recherches sur le terrain spécialement dans les cas de malades d'Alzheimer.

## Action internationale

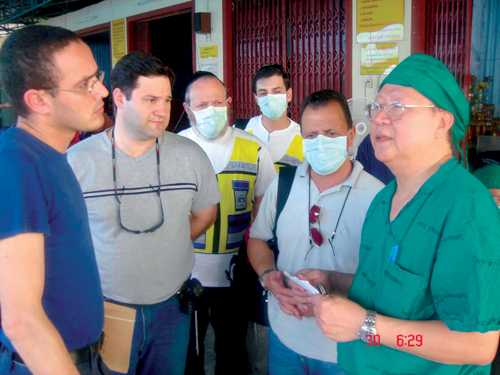
Bénévoles de Zaka envoyé en Thaïlande pour aider à l'identification des victimes

ZAKA a des représentants dans différents pays (États-Unis, Grande-Bretagne, France, etc.), qui s'occupent de la coordination internationale. Le réseau de liens qui est tissé avec la police et les autorités locales aux quatre coins du monde aident à mettre en place des solutions rapides et efficaces aux calamités diverses qui éprouvent le monde : ZAKA apporte son aide aux services de sécurité locaux comme entre autres, lors de la catastrophe de la navette Columbia, dans les attentats gigantesques du World Trade Center, de Mombassa (Kenya), de Bali, de Taba (Égypte), et en Turquie, ou bien lors de l'assassinat d'un juif au Canada, de la catastrophe du tsunami en Thaïlande, etc. Lors de l'ouragan Katherina le monde entier a pu voir les bénévoles de Zaka évacuant les corps des victimes sans aucune différence de race ou de religion, afin de pouvoir les enterrer dignement.

## Action auprès du public
En tant qu'organisme dont l'essentiel de l'activité est la bienfaisance et le volontariat, ZAKA se sent tenu d'agir pour le bien public, même dans les moments de calme. Parmi diverses actions, on peut citer : l'aide au transport aérien et au rapatriement des morts, la mise en place d'un réseau de systèmes de solidarité ("gma 'him") pour le prêt du matériel nécessaire en cas de deuil, la fourniture ou le prêt de chaises roulantes, et aussi la création de points de rassemblement pour les enfants égarés, etc. De même, ZAKA s'occupe tout au long de l'année d'actions éducatives et explicatives à propos des dangers de la route, des risques et accidents domestiques ainsi que pour la prévention de toute mésaventure lors d'excursions dans la nature.

### Prévention routière et dangers de la circulation

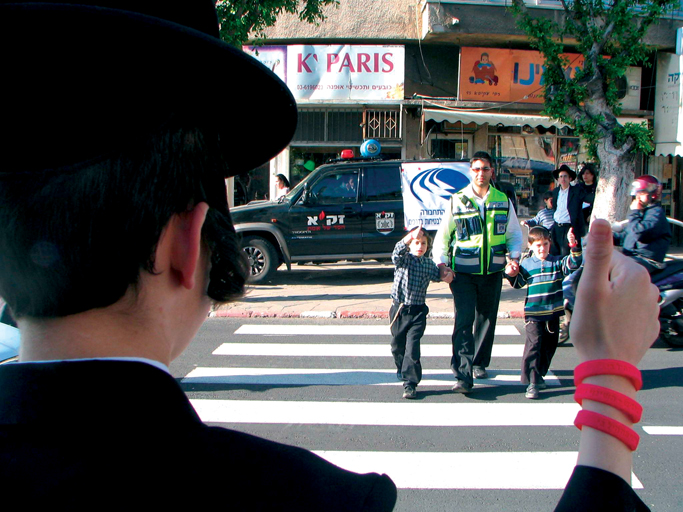
Prévention routière.

Sous la devise : Conduis doucement ! Nous avons déjà assez de travail !, ZAKA mène le combat contre les accidents de la circulation. Ceux-ci sont devenus un véritable fléau national, se chiffrant en centaines de morts et en milliers de blessés chaque année. ZAKA est amené presque journellement à s'occuper des conséquences tragiques de ces accidents. L'organisme en est arrivé à la conclusion qu'il n'y a pas le choix, et s'est lancé dans un effort gigantesque pour expliquer et éduquer en matière de comportement sur les routes et sur la voie publique, de concert avec le Département de la circulation de la police d'Israël, l'association Feu vert et l'Organisation nationale de la prévention routière". Parallèlement, ZAKA a mis en place l'opération "Coupon des enfants d'or" (pour les enfants qui respectent les règles de la prudence en chemin) dans laquelle les volontaires de ZAKA organisent à l'attention des enfants des cours de formation à la prudence sur la voie publique, comprenant aussi bien la conduite à bicyclette que la traversée des rues aux passages cloutés, et la façon de se comporter sur la chaussée et dans le domaine public en général.

## Zaka en chiffres
| Année | « Hessed shel Emet » Respect des défunts | Secours d'urgence repérage et sauvetage | Total  | Nombres d'heures de bénévolat |
| ----- | ---------------------------------------- | --------------------------------------- | ------ | ----------------------------- |
| 1999  | 191                                      | 16                                      | 207    | NC                            |
| 2000  | 157                                      | 22                                      | 179    | NC                            |
| 2001  | 589                                      | 34                                      | 623    | NC                            |
| 2002  | 1 318                                    | 132                                     | 1 450  | NC                            |
| 2003  | 1 532                                    | 6 526                                   | 8 058  | 37 483                        |
| 2004  | 1 872                                    | 11 499                                  | 13 371 | 234 224                       |
| 2005  | 2 065                                    | 14 213                                  | 16 279 | 237 332                       |
| 2006  | 2 126                                    | 16 824                                  | 18 950 | 1 162 423                     |